# .357SIG弾
.357SIG弾（9×21mm SIG）は、SIG社（現：SIG Group AG社）が開発した拳銃用の銃弾（実包）の一種。主に民間で使用されている。

## 開発の経緯

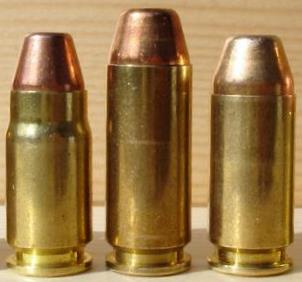
左から：357SIG弾、10mm オート弾、40S&W弾

リボルバー用の.357マグナム弾同様のポテンシャルをオートマチックで発揮させることを目標に、.40S&W弾をネックダウンさせる形で製作された。.357マグナム弾と一番異なるのは全長で、グリップを短くしたいオートマチック拳銃のため、ピストル用実包としては珍しいボトルネックのケースを使用している。
公的機関においてはシークレットサービスのほか、連邦航空保安局などに採用されているが、アメリカの警察機構では.40S&Wに押されている。そのせいもあり、民間市場においてもマイナーで高価である。

## 薬莢の材質とデザイン
前出のように、.40S&Wの薬莢に.357の弾頭を取り付ける形のため、ボトルネック形状を採用しているのが大きな特徴。それ以外では真鍮製の薬莢であり、特に変わった点は無い。